# Benoist Bihan
Benoist Bihan est un historien militaire et stratégiste français.
Il est directeur des études et du développement du Centre d'analyse et de prévision des risques internationaux (CAPRI). Il est de 2010 à 2015 rédacteur en chef adjoint du magazine Défense & Sécurité internationale (DSI), puis cadre dans l’industrie de défense. Il est également conseiller de la rédaction du magazine Guerres & Histoire, il est enfin rédacteur en chef du magazine Space International.
Il est l'auteur de plusieurs ouvrages et articles d'histoire militaire, et a été l'auteur d'un blog désormais désactivé, La Plume et le Sabre.

## Publications
- La Guerre : la penser et la faire (préf. Michel Goya), Paris, JC Godefroy, coll. « Cercle Aristote », juin 2020, 120 p. (ISBN 978-286-553-3060)[5],[6]
- Avec Jean Lopez, Conduire la guerre. Entretiens sur l'art opératif, éditions Perrin, janvier 2023, 400 p.  (ISBN 9782262102838)[7],[8],[9],[10],[11],[12].
- Avec Jean Lopez et Nicolas Aubin, Les opérations de la seconde guerre mondiale en 100 cartes, éditions Perrin, novembre 2024, 360 p.  (ISBN 978-2262103798)[13]

## Récompenses
Benoist Bihan reçoit le prix d'histoire militaire 2009 pour son mémoire de master Le renouveau de la cavalerie dans les armées occidentales à l'époque moderne. Le cas du développement des unités de hussards en France 1693-1763.